# Marathon salésien de Parakou
 (décembre 2021).
Le Marathon salésien de Parakou initié en 2007 par les Oblats de St François de Sales de Parakou au Bénin, est un rendez-vous athlétique annuel dans le Nord du Bénin réunissant plusieurs nationalités, et dont le thème varie d'une année à une autre. C'est une course à pied dont l'objectif est d'améliorer sa condition physique pour le bien-être.

## Organisation
Trois catégories en lice (5 km, 10 km, 21 km, 42 km)  sont proposées aux personnes qui participent. Des médailles et des enveloppes financières symboliques sont aussi proposées.

## Différentes éditions
Lors de l'édition de 2017, plus de 1000 médailles et 1000 t-shirts sont distribués aux coureurs
12ème édition du marathon en 2019 a mobilisé 861 participants, dont 256 dames, venus du Togo, Burkina-Faso, Nigéria, Congo, Canada, France, Sénégal, Italie, Amérique, Allemagne, Belgique, Afrique du Sud, Ghana et enfin le Bénin.
La 7e édition a connu la participation de 1255 coureurs sur plus de 1400 inscrits . La spécifié  de cette édition c'est la victoire de l’athlète Bertin Ezin dans de cette course, en détrônant Patrice Lompo qui s’est imposé sur les six éditions antérieures du marathon, mais absent sur la ligne de départ cette année.
l'édition de 2022  est lancée avec sont 60 coureurs dont 10 femmes et 50 hommes. De même c’est le lancement des 21,100 km avec 79 hommes et 12 dames km et les 10 km avec 237 hommes et 122 dames.